# 藤崎健
藤崎 健（ふじさき けん、1932年 - ）はジャーナリスト。

## 来歴
- 学習院大学政経学部卒業。
- 1955年 産経新聞社入社。社会部記者、外信部記者、運動部編集委員を歴任。

## 趣味
- クラシック音楽鑑賞。
- 水泳。

## 担当番組
| 期間          | 期間          | 番組名                                   | 役職           |
| ------------- | ------------- | ---------------------------------------- | -------------- |
| 1973年10月6日 | 1974年10月2日 | 藤崎健のお早ようニッポン（ニッポン放送） | パーソナリティ |
| 1980年4月5日  | 1982年3月28日 | FNNニュースレポート5:30（フジテレビ）    | キャスター     |
| 放送時期不明  | 放送時期不明  | 今日の視点（フジテレビ）                 | キャスター     |